# Ryck
54°5′50″N 13°27′25″Ø / 54.09722°N 13.45694°Ø
Ryck er en 30 kilometer lang å i Landkreis Vorpommern-Rügen i den tyske delstat Mecklenburg-Vorpommern. Åen afvander et areal på 240 km².

## Strækning
Rycks udspring ligger tre kilometer nordøst for Grimmen i distriktet Vorpommern-Rügen. Derfra løber den mod øst til Greifswald, hvor den munder ud i Dänische Wiek i den sydlige del af Greifswalder Bodden (Østersøen) ved byen Wieck.

## Eksterne kilder og henvisninger
1. ↑  "Rapport om flodsystemet Warnow/Peene (tyska)" (PDF). Landesamt für Umwelt, Naturschutz und Geologie Mecklenburg-Vorpommern. 2005. Hentet 2. maj 2017. {{cite web}}: |archive-url= kræver at |archive-date= også er angivet (hjælp)
2. ↑  Lexikon Mecklenburg-Vorpommern, Hinstorff Verlag, 1:a upplagan (2007), ISBN 978-3-356-01092-3

- Wikimedia Commons har flere filer relateret til Ryck